# Роман Данило
Роман Данило (народився в Калгарі, Альберта) — канадський комік, імпровізатор і актор із Ванкувера, Британська Колумбія. Він найбільш відомий своєю головною роллю в телешоу CTV Television Network Comedy Inc.

## Кар'єра
Будучи підлітком, Данило вів щотижневе оглядове шоу, як студент середньої школи сера Вінстона Черчилля в Калгарі.
Потім Роман продовжив навчання з Кітом Джонстоном у театрі Loose Moose у Калгарі (Loose Moose — це місце, де зародився Theatresports, і його часто вважають одним із засновників гумористичного імпровізаційного театру). Він також працював у кількох місцевих гумористичних клубах з друзями Олдрінгом, Альбертом Хауелом і Гремом Девісом і виступав з Theatre Calgary . Він також брав участь у різноманітних драмах CBC Radio.
Він виступав на фестивалі комедій HBO в Аспені, штат Колорадо, і на фестивалі Just for Laughs у Монреалі, а також знявся в серіалі UPN Off Limits з Айшею Тайлер. Данило був представлений на каналі NBC у серіалах "Пізня п'ятниця", "Єремія", "Зовнішні межі" та "Повзунки".
Однак Роман найбільше відомий у Канаді та з'явився в кількох канадських серіалах, зокрема у коміксах CBC, These Arms of Mine, Made in Canada with Rick Mercer, Just For Laughs Improv Championships, Slightly Bent on The Comedy Network та Corner Gas на CTV з Брентом Баттом.
У 2002 році Данило приєднався до колег-коміків Джессіки Холмс і Курта Смітона як сценарист і акторський склад «Шоу Холмса» . Після скасування шоу йому запропонували головну роль у Comedy Inc., поки він був у Лос-Анджелесі під час пілотного сезону.
Деякі з його повторюваних персонажів включають «Влад, російський романтик», «Майстер тантричного сексу» та «Кена Шона з WFTO-TV News» (зазвичай у парі з Ніккі Пейн як багатостраждальною погодкою WFTO).
У фільмі Comedy Inc. знялися Аврора Браун, Джен Гудхью, Террі МакГуррін, Вінстон Спір, Дженн Робертсон, Гевін Стівенс, Ян Сірота та Альберт Хауелл. Нещодавно серіал другий рік поспіль отримав золоту медаль за «Найкращу телевізійну програму вар'єте» на фестивалях у Нью-Йорку, а у квітні 2005 року його відібрала американська кабельна мережа Spike TV. Comedy Inc. також була номінована на Canadian Comedy Award 2006 за найкращий сценарій у телесеріалі.
У 2012 році він вів комедійне шоу під назвою Funny Pit з Райаном Стіл і Емі Гудмерфі, яке було спродюсовано Thunderbird Films.
У 2004 році Роман отримав нагороду Leo Award за найкращі досягнення в кіно та на телебаченні Британської Колумбії. Того ж року він був номінований на Близнюків за роботу над Comedy Inc. .
Також Данило виступає з канадською імпровізаційною трупою Urban Improv у Ванкувері.

## Вибрана фільмографія
| Назва                        | рік            | Тип                      | характер              |
| ---------------------------- | -------------- | ------------------------ | --------------------- |
| Смішна яма                   | 2012 рік       | серіал                   | Хост                  |
| Comedy Inc.                  | 2002-2007 роки | серіал                   | різноманітні          |
| Шоу Холмса                   | 2002 рік       | серіал                   | різноманітні          |
| Шукаю Вайнонас               | 2001 рік       | плівка                   | Розумник              |
| Поліпшення комедійних ігор   | 2000 рік       | Телевізійний міні-серіал | Хост                  |
| Дуети                        | 2000 рік       | плівка                   | Реєстратор Альбукерке |
| З Днем народження            | 2000 рік       | плівка                   | Хлопець               |
| 10 000 марень                | 1999 рік       | Короткий фільм           | Свідок Єгови          |
| Ноги Бабетти                 | 1999 рік       | Короткий фільм           | Людина їсть суші      |
| Олімпіада Improv Comedy      | 1998 рік       | ТБ спец                  | Комік                 |
| Звільнити Віллі 3: Порятунок | 1997 рік       | плівка                   | Pizza Kid             |
| Super Dave's All Stars       | 1997 рік       | серіал                   | вболівальник          |
| Внутрішній голос             | 1995 рік       | плівка                   | Sy                    |
| Омен                         | 1995 рік       | телевізійний пілот       | Боб                   |